# Ruta Estatal de California 52
La Ruta Estatal 52 es una Ruta Estatal de California en el condado de San Diego, que se extiende desde La Jolla Parkway hasta la Interestatal 5 en La Jolla hacia la Ruta Estatal 125 en Santee. La Ruta 52 es una autovía.
La carretera 52 con éxito se alivió del tráfico al crearse una ruta paralela entre Oriente y Occidente de la Interestatal 8, a cinco millas (8 km) al sur, de la congestión. Sin embargo, quedó abrumada tan pronto se construyó la conexión hacia Misión Gorge Rd, en diciembre de 1993, ya que era la única autopista que conectaba directamente con el suburbano de la ciudad de Santee. Antes de 1993, la Ruta 52 era conocida como la Carretera Soledad, la conexión entre la Carretera Interestatal 5/Ardath (ahora se llama La Jolla Parkway) y 805, en el Cañón de San Clemente.
Esta ruta es parte del Sistema de Autovías y Vías Expresas de California y es eligible para el Sistema Estatal Escénico de Carreteras.

## Lista de salidas
Nota: a excepción donde los prefijos son con letras, los postes de mileajes fueron medidos en 1964, basados en la alineación y extendimiento de esa fecha, y no necesariamente reflejan el actual mileaje.
Toda la ruta se encuentra dentro del condado de San Diego.
| Ubicación | Mileaje | #   | Destinos                                                  | Notas                                                                          |
| --------- | ------- | --- | --------------------------------------------------------- | ------------------------------------------------------------------------------ |
| San Diego | 0.32    |     | La Jolla Parkway                                          | Continuación más allá de la I-5                                                |
| San Diego | 0.32    | 1A  | I 5 sur (San Diego Freeway) – Centro de San Diego         | Sin número de salida                                                           |
| San Diego | 0.32    | 1A  | I 5 norte (San Diego Freeway) – Los Ángeles               | Salida oeste y entrada este                                                    |
| San Diego | 1.35    | 1B  | Clairemont Mesa Boulevard, Regents Road                   | Señalizada como saldia 1 este                                                  |
| San Diego | 2.29    | 2   | Genesee Avenue                                            |                                                                                |
| San Diego | 3.76    | 3   | I 805 – Los Ángeles, National City, Chula Vista           |                                                                                |
| San Diego | 5.49    | 5   | Convoy Street                                             |                                                                                |
| San Diego | 6.60    | 6   | SR 163 sur (Cabrillo Freeway) – Centro de San Diego       |                                                                                |
| San Diego | 6.93    | 7   | Kearny Villa Road                                         |                                                                                |
| San Diego | 7.31    | 7   | I 15 (Escondido Freeway) – Riverside, Centro de San Diego |                                                                                |
| San Diego | 8.71    | 8   | Santo Road                                                |                                                                                |
| San Diego | 13.27   | 13  | Mast Boulevard                                            |                                                                                |
| Santee    | 14.77   | 14  | Mission Gorge Road                                        | Salida este y entrada oeste                                                    |
| Santee    | 14.77   | 15  | SR 125 sur                                                | Entrada este y salida oeste; serán señalizadas como 15A oeste una vez que esté |
| Santee    |         | 15B | Fanita Drive                                              | Salida oeste y entrada este                                                    |
| Santee    |         | 17  | Cuyamaca Street                                           |                                                                                |
| Santee    |         |     | Magnolia Avenue                                           | Salida este y entrada oeste                                                    |
| Santee    |         |     | SR 67                                                     | Salida este y entrada oeste                                                    |